# El hijo de César
El hijo de César es una ficción histórica epistolar de John Williams publicada por Viking Press en 1972. Cuenta la historia de Augusto, emperador romano, desde su juventud hasta la vejez. [1] El libro trata en sus tres partes del ascenso sin precedentes y sin escrúpulos de Octavio con sus victorias sobre los asesinos de César, sobre Antonio y Cleopatra y sus otros oponentes. Luego, tras la conquista del poder, de las intrigas, los poetas ilustres, los problemas familiares dinásticos y morales de la época augustea y, al final, en cincuenta páginas, el propio balance de Augusto, formulado diez días antes de su muerte a la edad de 76 años en su último viaje a Capri y Campania. Williams y El hijo de César compartieron el National Book Award for Fiction de 1973 con John Barth y Chimera. Fue la primera vez que se dividió el premio y la única de las cuatro novelas de Williams que recibió un reconocimiento significativo durante su vida.
Después de quedar agotada, la novela fue reeditada en 2014 por NYRB Classics como parte del resurgimiento de la obra de Williams.

## Trama
La novela es un montaje de diarios, incluido el de Julia, la hija desterrada de Augusto. De memorias, por ejemplo de su general y constructor Agrippa. De cartas de Cicerón, del geógrafo Estrabón, de los poetas Horacio, Virgilio y Ovidio. De protocolos senatoriales, poemas satíricos y órdenes militares. Todo esto conforma la historia, que es en cierto modo la secuela de la novela epistolar de Thornton Wilder de 1948 Los idus de marzo.
Augusto comienza cuando Gaius Octavius Thurinus tiene 17 años y su tío abuelo, Julio César, lo aparta de su madre, revelando que tiene la intención de preparar al joven para que sea su sucesor. Gaius Octavius pasa algunos años con tres jóvenes de su misma edad, Gaius Cilnius Mecenas, Marcus Vipsanius Agrippa y Quintus Salvidienus Rufus. Cuando tiene 19 años, Cayo Octavio recibe una carta de su madre informándole que César ha sido asesinado y lo insta a renunciar al testamento que lo hace hijo adoptivo de César. Ignorando su consejo, los cuatro jóvenes hacen un pacto para proteger a Cayo Octavio y vengar a César. Van a Roma desarmados y, por ello, los asesinos de César asumen que no son una amenaza. Los amigos sospechan particularmente de Marco Antonio, un amigo de César a quien ven como desleal.
Con el fin de obtener el respaldo del Senado para legitimarlo como César, Octavio forma un ejército para proteger a Décimo Carfuleno y atacar al ejército de Marco Antonio. Después de que Octavius Caesar tiene éxito, el Senado incumple su promesa. Octavius Caesar luego organiza una reunión secreta con Marco Antonio para consolidar su poder, uniéndose a Marcus Aemilius Lepidus para constituir un triunvirato. Durante las negociaciones, Octavius Caesar se entera de que Quintus Salvidienus Rufus, a quien dejó a cargo de sus ejércitos, lo ha traicionado y tomado el partido de Antonio. Octavius Caesar lo despoja de sus poderes y Quintus se suicida.
Después del asesinato de los enemigos senatoriales del triunvirato, Roma es llevada a una paz insegura, aunque Octavio César y Antonio continúan mirándose con profunda desconfianza. Para confirmar su inestable alianza, Antonio se casa con la hermana de Octavio César, Octavia. Su centro de atención, sin embargo, está en Egipto con Cleopatra y en los intentos fallidos de conquistar nuevos territorios. A medida que aumentan las tensiones, Antonio busca involucrar a Octavio César en una guerra civil, sin embargo, pierde la Batalla de Actium y se suicida poco después. Octavio César manda asesinar tanto a Cesarión (hijo de César con Cleopatra ) como a Marco Antonio Antilo (hijo de Marco Antonio y heredero oficial), ambos de 17 años. A la edad de 33 años, Octavio César ahora ha consolidado el poder. Se le otorga el título de Augusto.
Ahora cómodamente en el poder, Octavius Caesar pasa la mayor parte de su tiempo defendiendo las fronteras de su imperio. Disfruta de un matrimonio feliz con su tercera esposa, Livia, y la deja a cargo de criar a su única hija biológica, Julia. A diferencia de otras mujeres de su época, Octavius Caesar insiste en darle a su hija una educación más cercana a la de un niño varón. Cuando Julia tiene solo 14 años, Octavio César se enferma gravemente. Temiendo la muerte y desesperado por proteger la línea de sucesión, casa a Julia con su primo y a su sobrina con Marcus Vipsanius Agrippa. Octavius Caesar logra sobrevivir a la enfermedad, pero, a su vez, mata al esposo de Julia. Una vez más, buscando proteger sus planes de sucesión, hace que su sobrina se divorcie de Agrippa y Julia, ahora viuda, se case con él. Las maniobras políticas pusieron a Octavio César en desacuerdo con su hermana, Octavia, y su esposa, Livia, quienes esperaban que Julia se casara con el hijo de su primer matrimonio, Tiberio. Cuando su matrimonio fracasa, Octavio toma como amante a la esposa de su amigo Mecenas.
Mientras tanto, Julia le da a su esposo un hijo y heredero. A los 21 años comienza a darse cuenta del gran poder que tiene como hija de un emperador y madre de un presunto emperador. Acompaña a su padre y a su esposo en una gira por sus territorios, pero su padre la obliga a retornar cuando se entera de que ha sido nombrada diosa y participa en extraños rituales sexuales en la isla de Lesbos. Al final de sus 30 años, Julia comienza una aventura con el esposo de su prima, Iullus Antonius, el hijo de Marco Antonio. Su esposo y su padre toleran el asunto, sin embargo. Octavius Caesar descubre que Iullus Antonius, junto con varios de los antiguos amantes de Julia, han estado conspirando para matarlo a él y a Tiberio, y que Tiberio está muy al tanto del complot y planea hacerlo público para tomar el poder. Para proteger a Julia, Octavio César decide que sea procesada bajo las leyes de adulterio que conducen a su destierro. A pesar de que no le agrada Tiberio, lo confirma como su heredero y finalmente lo adopta.
En una larga carta a su viejo amigo Nicolás de Damasco, Octavio reflexiona sobre su vida y sus fracasos, sorprendido de que a pesar de haber trabajar para llevar la paz al pueblo de Roma, parece que este anhela la violencia y la inestabilidad.
50 años después, el último médico de Octavio reflexiona sobre lo poco que sabía de él y espera que el recién nombrado emperador Nerón vuelva a traer estabilidad a Roma.

## Temas principales
El tema principal que aborda El hijo de César es el poder de las circunstancias para cambiar la personalidad y el comportamiento de una persona. Trata de un hombre que debe soportar un entorno adverso, del poder, amor, intriga, amistad, soledad, compromisos y relaciones familiares. 

## Recepción
El hijo de César es el último trabajo que Williams publicó antes de su muerte en 1994. Aunque la novela obtuvo poco reconocimiento público mientras Williams estaba vivo, la recepción crítica del trabajo fue en general positiva.
Tanto el Los Angeles Review of Books como el New York Review of Books escribieron críticas positivas, particularmente sobre la fusión de biografía y ficción. El crítico Daniel Mendelsohn de New York Review of Books escribió que "la vida del primer emperador es un vehículo ideal para una novela histórica: Augusto es una figura de la que sabemos mucho y muy poco a la vez, y por lo tanto invita tanto a la descripción como a la invención".
Los críticos elogiaron abrumadoramente la narrativa de Augustus mientras criticaron, en algunos casos, la carencia de tiempo para explayarse que Williams le otorga al personaje principal. En general, la mayoría de los críticos elogiaron a Williams por renunciar a su propia perspectiva, atribuyéndole a personajes que son históricos personalidades que Williams imagina para sí mismo y su audiencia.
Gabriele von Arnim opinó en Deutschlandfunk que "Williams, quien debe haber hecho una investigación exhaustiva, logra darle a cada figura su propio tono. Dependiendo de su estado de ánimo, posición e intereses, escriben con melancolía o estratégicamente, hilvanando hilos o desenredándolos. Williams ha creado un rompecabezas sofisticado que analiza los acontecimientos desde diferentes ángulos y perspectivas temporales y, por lo tanto, nos lleva hacia la vida y la historia de Roma: la decadencia, las intrigas, las batallas, los asesinatos, pero también la poesía, la lujuria y el amor. Esto es emocionante de leer y es terriblemente actual."